# Parapercis decemfasciata
Parapercis decemfasciata és una espècie de peix de la família dels pingüipèdids i de l'ordre dels perciformes. Fa 15 cm de llargària màxima.
El seu nivell tròfic és de 3,34. És un peix marí, demersal i de clima subtropical, el qual viu al Pacífic nord-occidental a les àrees sublitorals de fons sorrencs i fangosos del sud del Japó, Corea del Sud i Taiwan. És inofensiu per als humans.